# Ivan Lunardi
Pour les articles homonymes, voir Lunardi.
Ivan Lunardi est un sauteur à ski italien, né le 15 mai 1973 à Asiago

## Palmarès

### Jeux olympiques
| Épreuve / Édition | Albertville 1992 | Lillehammer 1994 |
| ----------------- | ---------------- | ---------------- |
| Petit Tremplin    | 22e              | 32e              |
| Grand Tremplin    | 7e               | 20e              |

### Championnats du monde de saut à ski
| Épreuve / Édition | Val di Fiemme 1991 | Falun 1993 | Trondheim 1997 | Ramsau 1999 |
| ----------------- | ------------------ | ---------- | -------------- | ----------- |
| Petit Tremplin    | 60e                | 4e         | 48e            | 38e         |
| Grand Tremplin    | 35e                | 9e         | 58e            | 40e         |

### Coupe du monde de saut à ski
- Meilleur classement final: 12e en 1992.
- 1 victoire.

#### Saison par Saison
| Année | Lieu             |
| ----- | ---------------- |
| 1993  | Lahti (Finlande) |